# تحلیل نهایی
تحلیل نهایی (به انگلیسی: Final Analysis) فیلمی است محصول سال ۱۹۹۲ و به کارگردانی فیل جوآنو است. در این فیلم بازیگرانی همچون ریچارد گی‌یر، کیم بسینگر، اوما تورمن، اریک رابرتس، کیث دیوید، پل گویلفویل، رابرت هارپر، جورج مرداک، شرلی پرستیا و تونی گنارو ایفای نقش کرده‌اند.